# Gespunsart
Gespunsart ist eine französische Gemeinde mit 969 Einwohnern (Stand: 1. Januar 2022) im Département Ardennes in der Region Grand Est. Sie gehört zum Arrondissement Charleville-Mézières und zum Kanton Villers-Semeuse.

## Geographie
Gespunsart liegt etwa zehn Kilometer nordöstlich von Charleville-Mézières an der belgischen Grenze und im 2011 gegründeten Regionalen Naturpark Ardennen. Umgeben wird Gespunsart von den Nachbargemeinden Thilay im Nordwesten und Norden, Les Hautes-Rivières im Norden, Vresse-sur-Semois (Belgien) im Osten, Vrigne-aux-Bois im Südosten und Süden, Gernelle im Süden und Südwesten, La Grandville im Südwesten sowie Neufmanil im Westen und Nordwesten.

## Bevölkerungsentwicklung
| Jahr                       | 1962 | 1968 | 1975 | 1982 | 1990 | 1999 | 2006 | 2019 |
| Einwohner                  | 1299 | 1287 | 1163 | 1176 | 1141 | 1125 | 1153 | 1016 |
| Quellen: Cassini und INSEE |      |      |      |      |      |      |      |      |

## Sehenswürdigkeiten
- Kirche Saint-Rémy aus dem 18. Jahrhundert
- Kapelle in Le Saint-Lieu
- Brauerei Hellé

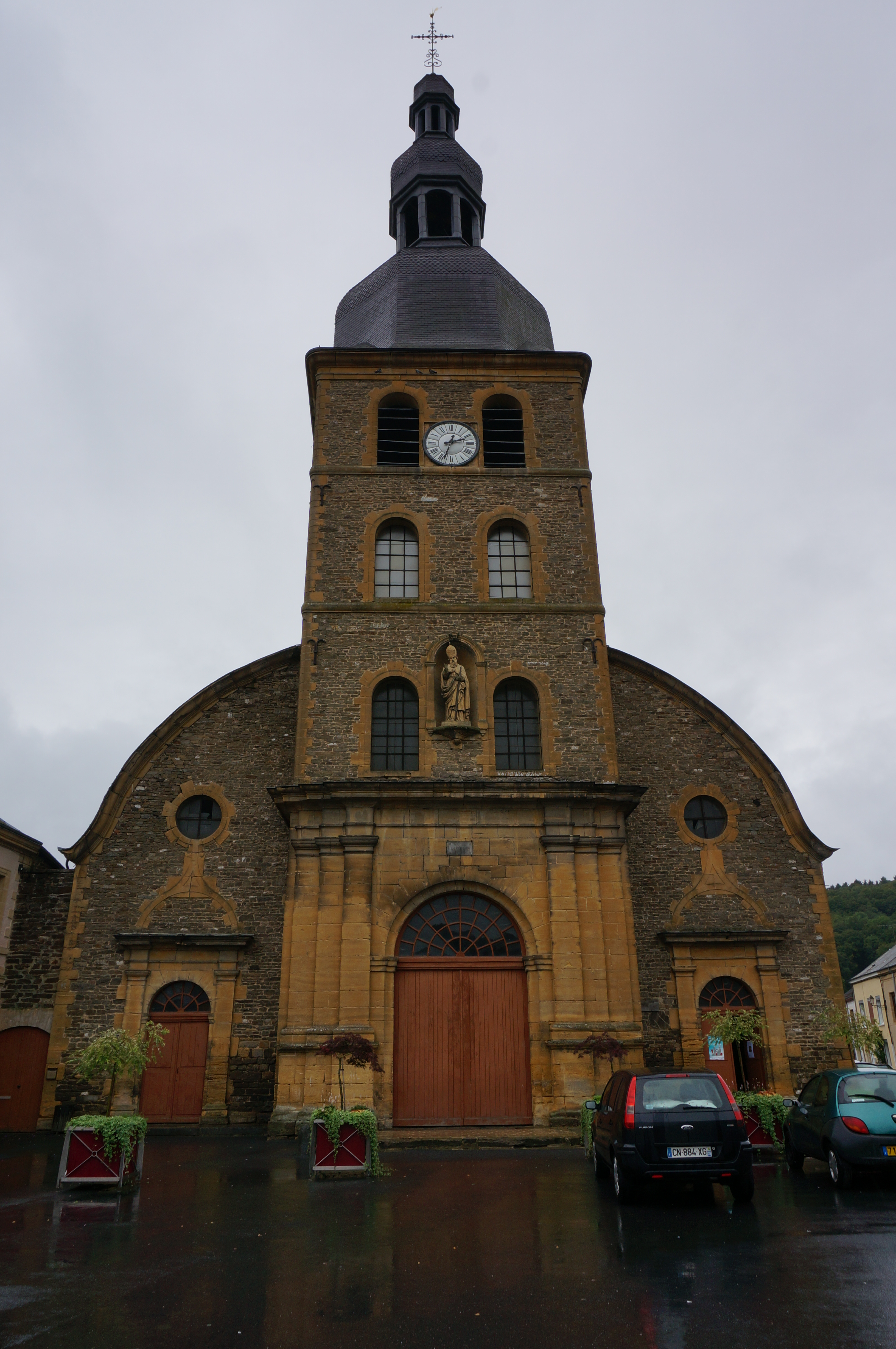
Kirche Saint-Rémy
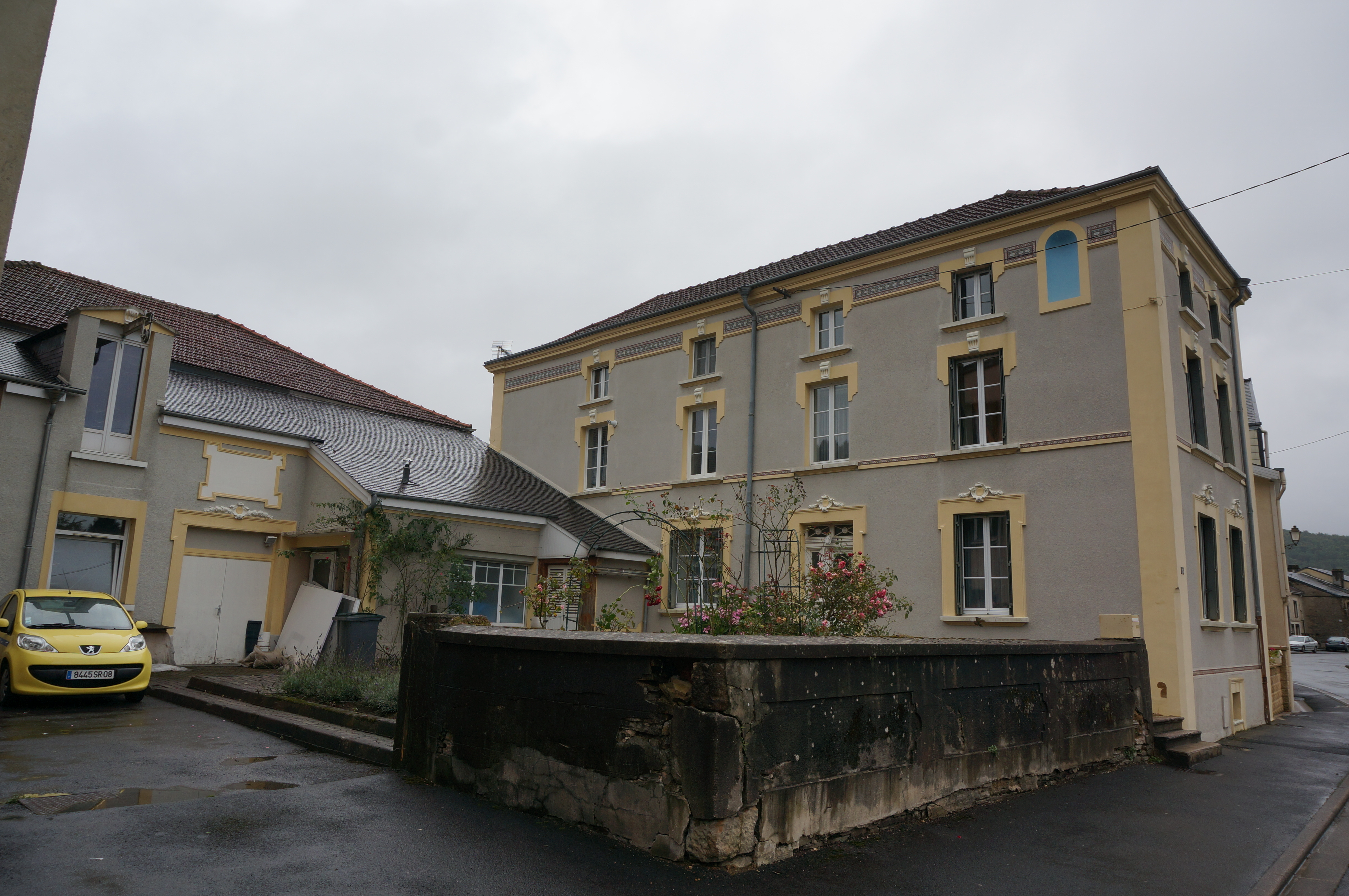
Brauerei Hellé

## Persönlichkeiten
- Pierre-Louis Péchenard (1842–1920), Bischof von Soissons
- Camille Titeux (1910–1978), Politiker